# NGC 1569
NGC 1569 је галаксија у сазвежђу Жирафа која се налази на NGC листи објеката дубоког неба.
Деклинација објекта је + 64° 50' 53" а ректасцензија 4h 30m 49,1s. Привидна величина (магнитуда) објекта NGC 1569 износи 11,2 а фотографска магнитуда 11,8. Налази се на удаљености од 1,945 милиона парсека од Сунца. NGC 1569 је још познат и под ознакама UGC 3056, MCG 11-6-1, CGCG 306-1, ARP 210, 7ZW 16, IRAS 04260+6444, PGC 15345.